# Мильська сільська рада
| Мильська сільська рада — адміністративно-територіальна одиниця та орган місцевого самоврядування у Рожищенському районі Волинської області з адміністративним центром у с. Мильськ. Історична дата утворення: в 1947 році. Водоймища на території, підпорядкованій даній раді: річка Стохід. Сільській раді підпорядковані населені пункти: - с. Мильськ - с. Берегове |

## Склад ради
Рада складається з 16 депутатів та голови.

### Керівний склад ради
| ПІБ                               | Основні відомості                                                               | Дата обрання | Дата звільнення |
| --------------------------------- | ------------------------------------------------------------------------------- | ------------ | --------------- |
| Татюк Андрій Йосипович            | Сільський голова, 1950 року народження, освіта                                  | 26.03.2006   | 31.10.2010      |
| Овруцький Олександр Олександрович | Сільський голова, 1973 року народження, освіта середня спеціальна, безпартійний | 31.10.2010   |                 |

Примітка: таблиця складена за даними джерела

## Населення
Згідно з переписом УРСР 1989 року чисельність наявного населення сільської ради становила 693 особи, з яких 324 чоловіки та 369 жінок.
За переписом населення України 2001 року в сільській раді мешкало 725 осіб. 100 % населення вказало своєю рідною мовою українську мову.